# (288960) Steponasdarius
(288960) Steponasdarius est un astéroïde de la ceinture principale.

## Description
(288960) Steponasdarius est un astéroïde de la ceinture principale. Il fut découvert le 11 octobre 2004 à Moletai par Kazimieras Černis et Justas Zdanavičius. Il présente une orbite caractérisée par un demi-grand axe de 3,04 UA, une excentricité de 0,09 et une inclinaison de 9,1° par rapport à l'écliptique.